# Рыбное (Вольск)
Ры́бное — посёлок в составе города Вольска Саратовской области. Находится на берегу Волги на юго-западной окраине города.

## История
В XVII веке Рыбное принадлежало дворцовому ведомству и называлось Рыбной слободою. После возникновения старообрядчества часть жителей Рыбного стали старообрядцами. Императрицей Екатериной II Рыбное пожаловано было ее Государственному Казначею Алексею Ивановичу Васильеву, от которого перешло к его дочери, вышедшей замуж за графа Василия Васильевича Орлова-Денисова, наказного атамана войска Донского.
В XIX веке село Рыбное находилось в Вольском уезде в 10 верстах от Вольска, в 7 верстах от села Белогроденя и в 14 верстах от деревни Шихан «при подошве высоких гор окаймленных лесом, на правом берегу Волги».
В 1859 год в Рыбном было 218 дворов в которых проживало 1423 жителя.
По объявлении манифеста 19 февраля 1861 года, крестьяни этого села получили от местного помещика Михаила Васильевича Орлова-Денисова даровой надел в количестве одной десятины и 900 саженей на ревизскую душу. (Упомянутый владелец уговаривал крестьян получить от него большой надел в размере 4,5 десятин на ревизскую душу, но они не воспользовались его предложением). Так как означенного надела для них было недостаточно, то они и снимали еще у владельца участок земли в количестве 4562 десятин за 10550 рублей всем обществом, за круговую порукою. Земля, как видно из приведенных цифр, сдавалась им недорого, и, при других занятиях, обеспечивала их сельскохозяйственный быт.
С 1881 года владельцы нашли невыгодным для себя сдачу земли целым участком, и стали сдавать землю крестьянам подесятинно, возвысив цену за каждую десятину до 7 рублей, с назначением отдельной платы за выгон для скота. Новый порядок арендования земли повлиял на уменьшение занятие полевым хозяйством и на оскуднение благосостояния местных жителей.
Справочник «Историко-статистическое описание селений Вольского уезда, Саратовской губернии» 1890 года даёт такое описание Рыбного: «Положение этого села удобное и весёлое. Берега, при которых лежит оно, не высокие, и потому не представляется неудобств спускаться на Волгу за водою. Против нижней части села лежат рядом два больших острова, сажень триста длиною, покрытые осокарем и ветлянниками. Острова эти раньше имели большое протяжение и закрывали собой всё Рыбное; но быстрое течение здесь реки Волги смыли их наполовину. В прежние времена на эти острова местные жители переходили вброд, а ныне здесь образовалась значительная глубина. В полую воду ходят на этом месте пароходы. Несколько выше Рыбного на берегу Волги, лежит известковая гора, версты две длинной, из которой не слишком давно добывали извёстку. Подле этой горы, с возвышенной местности, быстрым, гремучим потоком спадает источник, называемый „Садками“. Источник этот, при впадении своем в Волгу, образует широкое устье, в котором, в прошлое время, стояли садки, — по местному названию, исады, от чего и сам ключ получил свое название. Ниже Рыбного лежат две высокие меловые горы, разделяемые оврагом Калентьевым. Густой лес покрывает эти горы, ровно как и окружающею их местность, вплоть до Белогродень и Шихан. Поперёк Рыбного идёт большой глинистый овраг Лыков, который в старое время был покрыт липняком. Близь этого оврага находится Рыбнинское кладбище. На берегу его, 14 лет назад, стояла деревянная небольшая церковь с потемневшими от времени образами, истребленная пожаром (В этот пожар сгорела большая часть села Рыбного). В Лыковом овраге, в крепостное время, находился кирпичный завод <…> Рыбное состоит из двух порядков домов, обращенных лицом к Волге и простирающихся в длину на две версты. Строения его покрыты тесовыми крышами <…> Дворов в Рыбном считается 359, жителей м.п. 950, ж. 1000, общее 1950. Все они состоят в разряде крестьян собственников. Кроме хлебопашества, они занимаются тканьем рогожь и рыбной ловлей. Главными деятелями из них, по тканью рогожь, состоят крестьяне Баранкины, на которых работают в Рыбном до ста станков».
В послевоенные годы жители села Рыбное неоднократно обращались к областным властям с требованием присоединить их к городу Вольску или образовать на базе села рабочий посёлок. В селе располагалось 580 хозяйств рабочих, служащих цементной и известковой промышленности. Недовольство жителей вызывало прежде всего отсутствие регулярного транспортного сообщения с другими населёнными пунктами. Слабое оснащение сельскохозяйственной техникой служило основной причиной невыполнения плана по сдаче сельхозпродукции и уплате сельскохозяйственного налога. Жители села апеллировали к районным и областным органам власти: «В силу принадлежности нас к сельскому району наши рабочие цементной промышленности не обеспечиваются хлебом, крупой, кондитерскими изделиями, что создает недовольство. Имеющаяся пекарня может обеспечить лишь работников учреждений села и детские учреждения, а рабочий не может купить хлеба и вынужден его тащить на себе. Получается, градация между служащими села и работниками промышленности налицо, а отсюда недовольство, скандалы и недопустимое деление на имеющих право на хлеб и „не имеющих право на хлеб“, что аполитично».
В 1959 г. село Рыбное было преобразовано в рабочий поселок.
10 июня 2006 года благочинный Вольского округа священник Константин Марков совершил чин освящения часовни во имя святителя и чудотворца Николая, построенной на кладбище в посёлке Рыбное.

## Известные жители
В селе Рыбное 12 ноября 1924 года родился Сергей Поликарпович Карпов (1924—1945) — советский гвардии старший сержант, командир расчёта миномётной роты 292-го гвардейского стрелкового полка, 97-й гвардейской стрелковой дивизии, 5-й гвардейской армии, 1-го Украинского фронта. Полный кавалер Ордена Славы.